# 拒否権が行使された国際連合安全保障理事会決議案の一覧
これは、拒否権が行使された国際連合安全保障理事会決議案の一覧である。
1946年2月16日以降で、5つの常任理事国のいずれかによって拒否権が行使された安保理決議案の一覧を以下に示す。

## 一覧
| 年月日              | 決議案                   | 議事録     | 議題 | 拒否権を 行使した国              |
| ------------------- | ------------------------ | ---------- | --- | -------------------------------- |
| 2024年3月28日       | S/2024/255               | S/PV.9591  | 核不拡散/朝鮮民主主義人民共和国 | ロシア                           |
| 2024年3月22日       | S/2024/239               | S/PV.9584  | パレスチナ問題を含む中東情勢（2023年パレスチナ・イスラエル戦争） | 中華人民共和国 ロシア            |
| 2024年2月20日       | S/2024/173               | S/PV.9552  | パレスチナ問題を含む中東情勢（2023年パレスチナ・イスラエル戦争） | アメリカ合衆国                   |
| 2023年12月8日       | S/2023/970               | S/PV.9499  | パレスチナ問題を含む中東情勢（2023年パレスチナ・イスラエル戦争） | アメリカ合衆国                   |
| 2023年10月25日      | S/2023/792               | S/PV.9453  | パレスチナ問題を含む中東情勢（2023年パレスチナ・イスラエル戦争） | 中華人民共和国 ロシア            |
| 2023年10月18日      | S/2023/773               | S/PV.9442  | パレスチナ問題を含む中東情勢（2023年パレスチナ・イスラエル戦争） | アメリカ合衆国                   |
| 2023年8月30日       | S/2023/638               | S/PV.9408  | マリ情勢 | ロシア                           |
| 2023年7月11日       | S/2023/506               | S/PV.9371  | 中東情勢 | ロシア                           |
| 2022年9月30日       | S/2022/720               | S/PV.9143  | ウクライナの平和と安全の維持 | ロシア                           |
| 2022年7月8日        | S/2022/538               | S/PV.9087  | 中東情勢 | ロシア                           |
| 2022年5月26日       | S/2022/431               | S/PV.9048  | 核不拡散/朝鮮民主主義人民共和国 | 中華人民共和国 ロシア            |
| 2022年2月25日       | S/2022/155               | S/PV.8979  | ウクライナの常任代表から国連への2014年2月28日付けの、安保理議長宛ての書簡(S/2014/136)（2022年ロシアのウクライナ侵攻に関して）                                                                                                | ロシア                           |
| 2021年12月13日      | S/2021/990               | S/PV.8926  | 国際平和と安全保障の維持（気候変動が安全保障に与える影響に関して） | ロシア                           |
| 2020年8月31日       | S/2020/852               | S/2020/870 | テロ攻撃による国際の平和と安全への脅威 | アメリカ合衆国                   |
| 2020年7月10日       | S/2020/667               | S/2020/693 | シリアへの人道的アクセス | 中華人民共和国 ロシア            |
| 2020年7月7日        | S/2020/654               | S/2020/661 | シリアへの人道的アクセス | 中華人民共和国 ロシア            |
| 2019年12月20日      | S/2019/961               | S/PV.8697  | シリアへの人道的アクセス（イラクとトルコの国境を経由して） | 中華人民共和国 ロシア            |
| 2019年9月19日       | S/2019/756               | S/PV.8623  | 中東の情勢（進行中のシリア内戦の一部であるシリア北西部の攻撃に関して） | 中華人民共和国 ロシア            |
| 2019年2月28日       | S/2019/186               | S/PV.8476  | ベネズエラボリバル共和国の情勢（ベネズエラ大統領危機と2018年大統領選挙の結果に関して） | 中華人民共和国 ロシア            |
| 2018年6月1日        | S/2018/516               | S/PV.8274  | パレスチナ問題を含む中東の情勢（2018年ガザ地区国境抗議に関して） | アメリカ合衆国                   |
| 2018年4月10日       | S/2018/321               | S/PV.8228  | 中東の情勢（シリア内戦における化学兵器の使用） | ロシア                           |
| 2018年2月26日       | S/2018/156               | S/PV.8190  | イエメンに対する制裁（2015年イエメン内戦） | ロシア                           |
| 2017年12月18日      | S/2017/1060              | S/PV.8139  | パレスチナ問題を含む中東の情勢（エルサレムをイスラエルの首都とするアメリカ合衆国の承認に関して） | アメリカ合衆国                   |
| 2017年11月17日      | S/2017/970               | S/PV.8107  | 中東（シリア内戦における化学兵器の使用） | ロシア                           |
| 2017年11月16日      | S/2017/962               | S/PV.8105  | 中東（シリア内戦における化学兵器の使用） | ロシア                           |
| 2017年10月24日      | S/2017/884               | S/PV.8073  | 中東（シリア内戦における化学兵器の使用） | ロシア                           |
| 2017年4月12日       | S/2017/315               | S/PV.7922  | 中東（シリア内戦における化学兵器の使用） | ロシア                           |
| 2017年2月28日       | S/2017/172               | S/PV.7893  | 中東（シリア内戦における化学兵器の使用） | 中華人民共和国 ロシア            |
| 2016年12月5日       | S/2016/1026              | S/PV.7825  | 中東（シリア内戦） | 中華人民共和国 ロシア            |
| 2016年10月8日       | S/2016/846               | S/PV.7785  | 中東（シリア内戦） | ロシア                           |
| 2015年7月29日       | S/2015/562               | S/PV.7498  | ウクライナの常任代表から国連への2014年2月28日付けの、安保理議長宛ての書簡(S/2014/136)（マレーシア航空17便の墜落） | ロシア                           |
| 2015年7月8日        | S/2015/508               | S/PV.7481  | ボスニア・ヘルツェゴビナの情勢（ボスニア・ヘルツェゴビナ紛争中のスレブレニツァの虐殺から20周年） | ロシア                           |
| 2014年5月22日       | S/2014/348               | S/PV.7180  | 中東 - シリア（シリア内戦） | 中華人民共和国 ロシア            |
| 2014年3月15日       | S/2014/189               | S/PV.7138  | ウクライナの常任代表から国連への2014年2月28日付けの、安保理議長宛ての書簡(S/2014/136)（ロシアによるクリミアの併合に関して）                                                                                                  | ロシア                           |
| 2012年7月19日       | S/2012/538               | S/PV.6810  | 中東 - シリア（シリア内戦） | 中華人民共和国 ロシア            |
| 2012年2月4日        | S/2012/77                | S/PV.6711  | 中東 - シリア（シリア内戦） | 中華人民共和国 ロシア            |
| 2011年10月4日       | S/2011/612               | S/PV.6627  | 中東 - シリア（シリア内戦） | 中華人民共和国 ロシア            |
| 2011年2月18日       | S/2011/24                | S/PV.6484  | パレスチナ問題を含む中東の情勢（ユダヤ人入植地に関して） | アメリカ合衆国                   |
| 2009年6月15日       | S/2009/310               | S/PV.6143  | ジョージア（南オセチア紛争） | ロシア                           |
| 2008年7月11日       | S/2008/447               | S/PV.5933  | 平和と安全 - アフリカ（ジンバブエ）（2008年ジンバブエ大統領選挙をめぐる紛争） | 中華人民共和国 ロシア            |
| 2007年1月12日       | S/2007/14                | S/PV.5619  | ミャンマー（2007年ミャンマー反政府デモ以前の暫定軍事政権に関して） | 中華人民共和国 ロシア            |
| 2006年11月11日      | S/2006/878               | S/PV.5565  | パレスチナ問題を含む中東の情勢（2006年のベイトハヌン砲撃とパレスチナのイスラエルへのロケット攻撃に関して） | アメリカ合衆国                   |
| 2006年7月13日       | S/2006/508               | S/PV.5418  | パレスチナ問題を含む中東の情勢（ザルイート事件とレバノン侵攻の開始に関して） | アメリカ合衆国                   |
| 2004年10月5日       | S/2004/783               | S/PV.5051  | パレスチナ問題を含む中東の情勢（第2次インティファーダに関して） | アメリカ合衆国                   |
| 2004年4月21日       | S/2004/313               | S/PV.4947  | キプロス（キプロス紛争とアナン計画） | ロシア                           |
| 2004年3月25日       | S/2004/240               | S/PV.4934  | パレスチナ問題を含む中東の情勢（第2次インティファーダに関して） | アメリカ合衆国                   |
| 2003年10月14日      | S/2003/980               | S/PV.4842  | パレスチナ問題を含む中東の情勢（第2次インティファーダに関して） | アメリカ合衆国                   |
| 2003年9月16日       | S/2003/891               | S/PV.4828  | パレスチナ問題を含む中東の情勢（第2次インティファーダに関して） | アメリカ合衆国                   |
| 2002年12月20日      | S/2002/1385              | S/PV.4681  | パレスチナ問題を含む中東の情勢（第2次インティファーダに関して） | アメリカ合衆国                   |
| 2002年6月30日       | S/2002/712               | S/PV.4563  | ボスニア・ヘルツェゴビナの情勢（ボスニア・ヘルツェゴビナ紛争を終結させたデイトン合意に関して） | アメリカ合衆国                   |
| 2001年12月14日-15日 | S/2001/1199              | S/PV.4438  | パレスチナ問題を含む中東の情勢（第2次インティファーダに関して） | アメリカ合衆国                   |
| 2001年3月27日-28日  | S/2001/270               | S/PV.4305  | パレスチナ問題を含む中東の情勢（第2次インティファーダに関して） | アメリカ合衆国                   |
| 1999年2月25日       | S/1999/201               | S/PV.3982  | マケドニア旧ユーゴスラビア共和国の情勢（最終的にマケドニア紛争につながったマケドニアに対するコソボ紛争の影響） | 中華人民共和国                   |
| 1997年3月21日       | S/1997/241               | S/PV.3756  | 占領下のアラブ領土の情勢（ユダヤ人入植地、特にハル・ホマ） | アメリカ合衆国                   |
| 1997年3月7日        | S/1997/199               | S/PV.3747  | 占領下のアラブ領土の情勢（ユダヤ人入植地、特にハル・ホマ） | アメリカ合衆国                   |
| 1997年1月10日       | S/1997/18                | S/PV.3730  | 中米：和平に向けた取組み（グアテマラ内戦を終結させるグアテマラ和平プロセス） | 中華人民共和国                   |
| 1995年5月17日       | S/1995/394               | S/PV.3538  | 占領下のアラブ領土の情勢（ユダヤ人入植地） | アメリカ合衆国                   |
| 1994年12月2日       | S/1994/1358              | S/PV.3475  | ボスニア・ヘルツェゴビナ共和国の情勢（ユーゴスラビア紛争、主にボスニア・ヘルツェゴビナ紛争） | ロシア                           |
| 1993年5月11日       | S/25693                  | S/PV.3211  | キプロスの情勢（キプロス紛争に関する国際連合キプロス平和維持軍） | ロシア                           |
| 1990年5月31日       | S/21326                  | S/PV.2926  | 占領下のアラブ領土の情勢（第1次インティファーダ） | アメリカ合衆国                   |
| 1990年1月17日       | S/21084                  | S/PV.2905  | ニカラグアから安全保障評議会議長への1990年1月3日付けの書簡（アメリカ合衆国のパナマ侵攻中の米軍特殊部隊によるパナマのニカラグア大使館の外交的地位の侵害に関して）                                                             | アメリカ合衆国                   |
| 1989年12月23日      | S/21048                  | S/PV.2902  | パナマの情勢（アメリカ合衆国のパナマ侵攻） | フランス イギリス アメリカ合衆国 |
| 1989年11月7日       | S/20945/Rev.1            | S/PV.2889  | 占領下のアラブ領土の情勢（第1次インティファーダ） | アメリカ合衆国                   |
| 1989年6月9日        | S/20677                  | S/PV.2867  | 占領下のアラブ領土の情勢（第1次インティファーダ） | アメリカ合衆国                   |
| 1989年2月17日       | S/20463                  | S/PV.2850  | 占領下のアラブ領土の情勢（第1次インティファーダ） | アメリカ合衆国                   |
| 1989年1月11日       | S/20378                  | S/PV.2841  | リビアとバーレーンから安全保障評議会議長への1989年1月4日付けの書簡（アメリカ合衆国とリビアによるトブルック近郊での1989年の空中戦）                                                                                           | フランス イギリス アメリカ合衆国 |
| 1988年12月14日      | S/20322                  | S/PV.2832  | 中東の情勢（イスラエル・レバノン紛争） | アメリカ合衆国                   |
| 1988年5月10日       | S/19868                  | S/PV.2814  | 中東の情勢（イスラエル・レバノン紛争） | アメリカ合衆国                   |
| 1988年4月15日       | S/19780                  | S/PV.2806  | 占領下のアラブ領土の情勢（第1次インティファーダ） | アメリカ合衆国                   |
| 1988年3月8日        | S/19585                  | S/PV.2797  | 南アフリカ問題（アパルトヘイトと南アフリカ国境紛争） | イギリス アメリカ合衆国          |
| 1988年2月1日        | S/19466                  | S/PV.2790  | 占領下のアラブ領土の情勢（第1次インティファーダ） | アメリカ合衆国                   |
| 1988年1月18日       | S/19434                  | S/PV.2784  | 中東の情勢（イスラエル・レバノン紛争） | アメリカ合衆国                   |
| 1987年4月9日        | S/18785                  | S/PV.2747  | ナミビアの情勢 （南アフリカ国境紛争） | イギリス アメリカ合衆国          |
| 1987年2月20日       | S/18705                  | S/PV.2738  | 南アフリカ問題（アパルトヘイトと南アフリカ国境紛争） | イギリス アメリカ合衆国          |
| 1986年10月28日      | S/18428                  | S/PV.2718  | ニカラグアから安保理議長への1986年10月17日付けの書簡（コントラに対するアメリカ合衆国の支援に関するニカラグア事件） | アメリカ合衆国                   |
| 1986年7月31日       | S/18250                  | S/PV.2704  | ニカラグアから安保理議長への1986年6月22日付けの書簡（コントラに対するアメリカ合衆国の支援に関するニカラグア事件） | アメリカ合衆国                   |
| 1986年6月18日       | S/18163                  | S/PV.2693  | アンゴラによる南アフリカに対する苦情（アンゴラ内戦） | イギリス アメリカ合衆国          |
| 1986年5月23日       | S/18087/Rev.1            | S/PV.2686  | 南アフリカの情勢（南アフリカ国境紛争） | イギリス アメリカ合衆国          |
| 1986年4月21日       | S/18016/Rev.1            | S/PV.2682  | リビア、ブルキナファソ、シリア、オマーンから安全保障評議会議長への1986年4月15日付けの書簡（1986年のアメリカ合衆国によるリビア爆撃）                                                                                          | フランス イギリス アメリカ合衆国 |
| 1986年2月6日        | S/17796/Rev.1            | S/PV.2655  | シリアから安保理議長への1986年2月4日付けの書簡（イスラエルによるリビアの飛行機の迎撃） | アメリカ合衆国                   |
| 1986年1月30日       | S/17769/Rev.1            | S/PV.2650  | 占領下のアラブ領土の情勢（エルサレムの地位） | アメリカ合衆国                   |
| 1986年1月17日       | S/17730/Rev.2            | S/PV.2642  | 中東の情勢（イスラエル・レバノン紛争） | アメリカ合衆国                   |
| 1985年11月15日      | S/17633                  | S/PV.2629  | ナミビアの情勢（ナミビア国民統一暫定政府と南アフリカ国境紛争） | イギリス アメリカ合衆国          |
| 1985年9月13日       | S/17459                  | S/PV.2605  | 占領下のアラブ領土の情勢 | アメリカ合衆国                   |
| 1985年3月12日       | S/17000                  | S/PV.2573  | 中東の情勢（レバノン侵攻） | アメリカ合衆国                   |
| 1984年9月6日        | S/16732                  | S/PV.2556  | 中東の情勢（レバノン侵攻） | アメリカ合衆国                   |
| 1984年4月4日        | S/16463                  | S/PV.2529  | ニカラグアから安保理議長への1984年3月29日付けの書簡（コントラ戦争での港への機雷敷設などの外国からの干渉） | アメリカ合衆国                   |
| 1984年2月29日       | S/16351/Rev.2            | S/PV.2519  | 中東の情勢（レバノン侵攻） | ソビエト連邦                     |
| 1983年10月27日-28日 | S/16077/Rev.1            | S/PV.2491  | グレナダの情勢（アメリカ合衆国主導のグレナダ侵攻とそれに至るまでの出来事） | アメリカ合衆国                   |
| 1983年9月12日       | S/15966/Rev.1            | S/PV.2476  | アメリカ合衆国、韓国、カナダ、日本から安保理議長への1983年9月1日付けの書簡、およびオーストラリアから安保理議長への1983年9月2日付けの書簡（大韓航空007便の撃墜）                                                              | ソビエト連邦                     |
| 1983年8月2日        | S/15895                  | S/PV.2461  | 占領下のアラブ領土の情勢 | アメリカ合衆国                   |
| 1982年8月6日        | S/15347/Rev.1            | S/PV.2391  | 中東の情勢（レバノン侵攻） | アメリカ合衆国                   |
| 1982年6月26日       | S/15255/Rev.2            | S/PV.2381  | 中東の情勢（レバノン侵攻） | アメリカ合衆国                   |
| 1982年6月8日        | S/15185                  | S/PV.2377  | 中東の情勢（レバノン侵攻） | アメリカ合衆国                   |
| 1982年6月4日        | S/15156/Rev.2            | S/PV.2373  | フォークランド諸島（マルビナス諸島）地域の情勢に関する問題（フォークランド紛争） | イギリス アメリカ合衆国          |
| 1982年4月20日       | S/14985                  | S/PV.2357  | 占領下のアラブ領土の情勢（エルサレムの地位） | アメリカ合衆国                   |
| 1982年4月2日        | S/14943                  | S/PV.2348  | 占領下のアラブ領土の情勢 | アメリカ合衆国                   |
| 1982年4月2日        | S/14941                  | S/PV.2347  | ニカラグアから事務総長への1982年3月19日付けの書簡（コントラ戦争への外国の干渉） | アメリカ合衆国                   |
| 1982年1月20日       | S/14832/Rev.1            | S/PV.2329  | 占領下のアラブ領土の情勢（イスラエルによるゴラン高原の占領） | アメリカ合衆国                   |
| 1981年8月31日       | S/14664/Rev.2            | S/PV.2300  | アンゴラによる南アフリカに対する苦情（アンゴラ内戦） | アメリカ合衆国                   |
| 1981年4月30日       | S/14462                  | S/PV.2277  | ナミビアの情勢（南アフリカ国境紛争） | フランス イギリス アメリカ合衆国 |
| 1981年4月30日       | S/14461                  | S/PV.2277  | ナミビアの情勢（南アフリカ国境紛争） | フランス イギリス アメリカ合衆国 |
| 1981年4月30日       | S/14460/Rev.1            | S/PV.2277  | ナミビアの情勢（南アフリカ国境紛争） | フランス イギリス アメリカ合衆国 |
| 1981年4月30日       | S/14459                  | S/PV.2277  | ナミビアの情勢（南アフリカ国境紛争） | フランス イギリス アメリカ合衆国 |
| 1980年4月30日       | S/13911                  | S/PV.2220  | パレスチナ人による不可侵の権利の行使の問題（イスラエル・レバノン紛争） | アメリカ合衆国                   |
| 1980年1月11日-13日  | S/13735                  | S/PV.2191  | アメリカ合衆国から安保理議長への1979年12月22日付けの書簡とイランアメリカ大使館人質事件 | ソビエト連邦                     |
| 1980年1月7日-9日    | S/13729                  | S/PV.2190  | 52か国から安保理議長への1980年1月3日付けの書簡（アフガニスタン紛争） | ソビエト連邦                     |
| 1979年3月16日       | S/13162                  | S/PV.2129  | 東南アジアの情勢とその国際平和と安全保証への影響、中越国境紛争（カンボジア・ベトナム戦争とそれに対応する中越戦争） | ソビエト連邦                     |
| 1979年1月15日       | S/13027                  | S/PV.2112  | 民主カンプチアから安保理議長への1979年1月3日付けの電報（カンボジア・ベトナム戦争） | ソビエト連邦                     |
| 1977年10月31日      | S/12312/Rev.1            | S/PV.2045  | 南アフリカ問題（アパルトヘイト） | フランス イギリス アメリカ合衆国 |
| 1977年10月31日      | S/12311/Rev.1            | S/PV.2045  | 南アフリカ問題（アパルトヘイト、南アフリカ国境紛争、および南アフリカの核兵器計画） | フランス イギリス アメリカ合衆国 |
| 1977年10月31日      | S/12310/Rev.1            | S/PV.2045  | 南アフリカ問題（アパルトヘイトおよび南アフリカ国境紛争） | フランス イギリス アメリカ合衆国 |
| 1976年11月15日      | S/12226                  | S/PV.1972  | ベトナム（ベトナム社会主義共和国）の国連加盟 | アメリカ合衆国                   |
| 1976年10月19日      | S/12211                  | S/PV.1963  | ナミビアの情勢（南アフリカ国境紛争） | フランス イギリス アメリカ合衆国 |
| 1976年6月29日       | S/12119                  | S/PV.1938  | パレスチナ人による不可侵の権利の行使の問題（イスラエル問題および中東戦争） | アメリカ合衆国                   |
| 1976年6月23日       | S/12110                  | S/PV.1932  | アンゴラの国連加盟 | アメリカ合衆国                   |
| 1976年3月25日       | S/12022                  | S/PV.1899  | アラブ被占領地における最近の動向から生じる深刻な状況の検討に関するリビアとパキスタンからの要請（イスラエル問題、エルサレムの地位、第三次中東戦争後のイスラエル占領地）                                                       | アメリカ合衆国                   |
| 1976年2月6日        | S/11967                  | S/PV.1888  | コモロの情勢（マヨット島に対するフランスの主権、1974年の独立住民投票、および今後の1976年の住民投票に関して） | フランス                         |
| 1976年1月26日       | S/11940                  | S/PV.1879  | パレスチナ問題を含む中東問題（パレスチナ人の帰還権と第三次中東戦争のイスラエル占領地について） | アメリカ合衆国                   |
| 1975年12月8日       | S/11898                  | S/PV.1862  | 中東の情勢（イスラエル・レバノン紛争） | アメリカ合衆国                   |
| 1975年9月30日       | S/11833                  | S/PV.1846  | ベトナム民主共和国（北ベトナム）の国連加盟 | アメリカ合衆国                   |
| 1975年9月30日       | S/11832                  | S/PV.1846  | 南ベトナム共和国の国連加盟 | アメリカ合衆国                   |
| 1975年8月11日       | S/11796                  | S/PV.1836  | ベトナム民主共和国（北ベトナム）の国連加盟 | アメリカ合衆国                   |
| 1975年8月11日       | S/11795                  | S/PV.1836  | 南ベトナム共和国の国連加盟 | アメリカ合衆国                   |
| 1975年6月6日        | S/11713                  | S/PV.1829  | ナミビアの情勢（南アフリカ国境紛争） | フランス イギリス アメリカ合衆国 |
| 1974年10月30日      | S/11543                  | S/PV.1808  | 国連と南アフリカの関係（アパルトヘイトおよび南アフリカ国境紛争） | フランス イギリス アメリカ合衆国 |
| 1974年7月31日       | as amended S/11400       | S/PV.1788  | キプロスの情勢（トルコのキプロス侵攻） | ソビエト連邦                     |
| 1973年7月26日       | S/10974                  | S/PV.1735  | 中東の情勢（パレスチナ問題と第三次中東戦争のイスラエル占領地） | アメリカ合衆国                   |
| 1973年5月22日       | S/10928                  | S/PV.1716  | 南ローデシアの情勢に関する問題（ローデシア紛争への南アフリカとポルトガルの関与） | イギリス アメリカ合衆国          |
| 1973年3月21日       | S/10931/Rev.1            | S/PV.1704  | ラテンアメリカの平和と安全の維持・強化のための措置の検討（1903年のパナマ運河条約によるパナマ運河の所有権とパナマ人の所有権に対する要望の高まり）                                                                             | アメリカ合衆国                   |
| 1972年9月29日       | as amended S/10805/Rev.1 | S/PV.1666  | 南ローデシアの情勢に関する問題（ローデシアの一方的独立宣言およびローデシア紛争） | イギリス                         |
| 1972年9月10日       | S/10784                  | S/PV.1662  | 中東の情勢（1972年のイスラエルによるシリアとレバノンの空襲） | アメリカ合衆国                   |
| 1972年8月25日       | S/10771                  | S/PV.1660  | バングラデシュの国連加盟 | 中華人民共和国                   |
| 1972年2月4日        | S/10606                  | S/PV.1639  | 安保理が現在把握しているアフリカに関する問題と、安保理の関連決議の実施についての検討、南ローデシアの情勢（ローデシアの一方的独立宣言およびローデシア紛争）                                                                   | イギリス                         |
| 1971年12月30日      | S/10489                  | S/PV.1623  | 南ローデシアの情勢に関する問題（ローデシアの一方的独立宣言およびローデシア紛争） | イギリス                         |
| 1971年12月13日      | S/10446/Rev.1            | S/PV.1613  | インド・パキスタン問題（第三次印パ戦争）に関するアメリカ合衆国から安保理議長への1971年12月12日付けの書簡 | ソビエト連邦                     |
| 1971年12月5日       | S/10423                  | S/PV.1607  | インド・パキスタン問題（第三次印パ戦争）に関するアルゼンチン、ベルギー、ブルンジ、イタリア、日本、ニカラグア、ソマリア、イギリス、アメリカ合衆国から安保理議長への1971年12月4日付の書簡                                      | ソビエト連邦                     |
| 1971年12月4日       | S/10416                  | S/PV.1606  | インド・パキスタン問題（第三次印パ戦争）に関するアルゼンチン、ベルギー、ブルンジ、イタリア、日本、ニカラグア、ソマリア、イギリス、アメリカ合衆国から安保理議長への1971年12月4日付の書簡                                      | ソビエト連邦                     |
| 1970年11月10日      | S/9976                   | S/PV.1556  | 南ローデシアの情勢に関する問題（ローデシアの一方的独立宣言およびローデシア紛争） | イギリス                         |
| 1970年3月17日       | S/9696                   | S/PV.1534  | 南ローデシアの情勢に関する問題（ローデシアの一方的独立宣言およびローデシア紛争） | イギリス アメリカ合衆国          |
| 1968年8月22日       | S/8761                   | S/PV.1443  | チェコスロバキアの情勢に関するカナダ、デンマーク、フランス、パラグアイ、イギリス、アメリカ合衆国から安保理議長への1968年8月21日付の書簡（ソビエト連邦主導のワルシャワ条約機構軍のチェコスロバキア侵攻）                      | ソビエト連邦                     |
| 1966年11月4日       | S/7575/Rev.1             | S/PV.1319  | パレスチナ問題（ヨルダン川の水利権争いの一環としてのイスラエルとシリアの衝突） | ソビエト連邦                     |
| 1964年12月21日      | as amended S/6113        | S/PV.1182  | パレスチナ問題（ヨルダン川の水利権争いの一環としての1964年11月13日の事件） | ソビエト連邦                     |
| 1964年9月17日       | S/5973                   | S/PV.1152  | マレーシアから安保理議長への1964年9月3日付けの書簡（インドネシアとマレーシアの対立の一環としてのラビスへの着陸） | ソビエト連邦                     |
| 1963年9月13日       | S/5425/Rev.1             | S/PV.1069  | 南ローデシアの情勢（ローデシア戦線政府の正統性とローデシア紛争前の南ローデシアにおけるイギリスの統治） | イギリス                         |
| 1963年9月3日        | S/5407                   | S/PV.1063  | パレスチナ問題（1963年8月19日にシリアから侵入した加害者によるアルマゴールでの2人のイスラエル市民の殺害） | ソビエト連邦                     |
| 1962年6月22日       | S/5134                   | S/PV.1016  | インド・パキスタン問題（インド・パキスタン関係） | ソビエト連邦                     |
| 1961年12月18日      | S/5033                   | S/PV.988   | ゴアに関するポルトガルから安保理議長への1961年12月18日付の書簡（インドによるゴア併合） | ソビエト連邦                     |
| 1961年11月30日      | S/5006                   | S/PV.985   | クウェートの国連加盟 | ソビエト連邦                     |
| 1961年7月7日        | S/4855                   | S/PV.960   | イラクによるクウェートの領土保全への脅威に起因する状況に関するクウェートからの苦情（イラクの領土主張に対して新たに独立したクウェートを支援するためのイギリスの軍事作戦）                                                     | ソビエト連邦                     |
| 1960年12月13日      | S/4578/Rev.1             | S/PV.920   | コンゴの情勢に関する事務総長から安保理議長への1960年7月13日付の書簡（コンゴ動乱） | ソビエト連邦                     |
| 1960年12月3日-4日   | S/4567/Rev.1             | S/PV.911   | モーリタニアの国連加盟 | ソビエト連邦                     |
| 1960年9月17日       | S/4523                   | S/PV.906   | コンゴの情勢に関する事務総長から安保理議長への1960年7月13日付の書簡（コンゴ動乱） | ソビエト連邦                     |
| 1960年7月26日       | S/4409/Rev.1             | S/PV.883   | ソビエト連邦から事務総長への1960年7月13日付の電報（1960年7月1日にバレンツ海でソ連のMiG戦闘機がアメリカのRB-47を撃墜した件）                                                                                                  | ソビエト連邦                     |
| 1960年7月26日       | S/4411                   | S/PV.843   | ソビエト連邦から事務総長への1960年7月13日付の電報（1960年7月1日にバレンツ海でソ連のMiG戦闘機がアメリカのRB-47を撃墜した件）                                                                                                  | ソビエト連邦                     |
| 1958年12月9日       | S/4130/Rev.1             | S/PV.843   | ベトナム（ベトナム共和国）の国連加盟 | ソビエト連邦                     |
| 1958年12月9日       | S/4129/Rev.1             | S/PV.843   | 大韓民国の国連加盟 | ソビエト連邦                     |
| 1958年7月22日       | S/4055/Rev.1             | S/PV.837   | レバノンから1958年5月22日付およびヨルダンから1958年7月17日付の安保理議長への書簡、アラブ連合共和国によるレバノンおよびヨルダンへの内政干渉に関する苦情（1958年のレバノン紛争に関して）                                       | ソビエト連邦                     |
| 1958年7月18日       | S/4050/Rev.1             | S/PV.834   | レバノンから1958年5月22日付およびヨルダンから1958年7月17日付の安保理議長への書簡、アラブ連合共和国によるレバノンおよびヨルダンへの内政干渉に関する苦情（1958年のレバノン紛争に関して）                                       | ソビエト連邦                     |
| 1958年5月2日        | S/3995                   | S/PV.817   | 1958年4月18日付の安保理議長宛書簡「原水爆で武装した米軍機のソ連国境方面への飛行を中止させるための緊急措置」に対するソ連の不満（ヘッドスタート作戦）                                                                          | ソビエト連邦                     |
| 1957年9月9日        | S/3885                   | S/PV.790   | ベトナム（ベトナム共和国）の国連加盟 | ソビエト連邦                     |
| 1957年9月9日        | S/3884                   | S/PV.790   | 大韓民国の国連加盟 | ソビエト連邦                     |
| 1957年2月20日       | S/3787                   | S/PV.773   | インド・パキスタン問題（カシミール紛争とインド・パキスタン関係） | ソビエト連邦                     |
| 1956年11月4日       | S/3730/Rev.1             | S/PV.754   | ハンガリー情勢に関するフランス、イギリス、アメリカ合衆国から安保理議長への1956年10月27日付の書簡（ハンガリー動乱へのソ連の関与について）                                                                                     | ソビエト連邦                     |
| 1956年10月30日      | S/3713/Rev.1             | S/PV.750   | パレスチナ問題（第二次中東戦争）に関するアメリカ合衆国から安保理議長への1956年10月29日付の書簡 | フランス イギリス                |
| 1956年10月30日      | S/3710                   | S/PV.749   | パレスチナ問題（第二次中東戦争）に関するアメリカ合衆国から安保理議長への1956年10月29日付の書簡 | フランス イギリス                |
| 1955年12月15日      | S/3510                   | S/PV.706   | 日本の国連加盟 | ソビエト連邦                     |
| 1954年6月20日       | S/3236/Rev.1             | S/PV.675   | グアテマラから安保理議長への1954年6月19日付の電報（CIAが支援した1954年グアテマラクーデター） | ソビエト連邦                     |
| 1954年6月18日       | S/3229                   | S/PV.674   | タイから安保理議長への1954年5月29日付の書簡（ベトミンのタイへの侵入） | ソビエト連邦                     |
| 1954年3月29日       | S/3188/Corr.1            | S/PV.664   | パレスチナ問題（安保理決議95のエジプトの非遵守） | ソビエト連邦                     |
| 1954年1月22日       | S/3151/Rev.2             | S/PV.656   | パレスチナ問題（イスラエル・シリア混合休戦委員会のDMZについて） | ソビエト連邦                     |
| 1952年9月19日       | S/2760                   | S/PV.603   | カンボジア（カンボジア王国）の国連加盟 | ソビエト連邦                     |
| 1952年9月19日       | S/2759                   | S/PV.603   | ラオス（ラオス王国）の国連加盟 | ソビエト連邦                     |
| 1952年9月19日       | S/2758                   | S/PV.603   | ベトナム（ベトナム国）の国連加盟 | ソビエト連邦                     |
| 1952年9月18日       | S/2754                   | S/PV.602   | 日本の国連加盟 | ソビエト連邦                     |
| 1952年9月16日       | S/2483                   | S/PV.600   | リビア（リビア王国）の国連加盟 | ソビエト連邦                     |
| 1952年7月9日        | S/2688                   | S/PV.590   | 細菌戦の疑惑に関する調査依頼の問題（朝鮮戦争における生物戦の疑惑） | ソビエト連邦                     |
| 1952年7月3日        | S/2671                   | S/PV.587   | 細菌戦の疑惑に関する調査依頼の問題（朝鮮戦争における生物戦の疑惑） | ソビエト連邦                     |
| 1952年2月6日        | S/2443                   | S/PV.573   | イタリアの国連加盟 | ソビエト連邦                     |
| 1950年11月30日      | S/1894                   | S/PV.530   | 台湾（フォルモサ）への武力侵攻に対する訴え、大韓民国への侵略に対する訴え（朝鮮戦争） | ソビエト連邦                     |
| 1950年9月12日       | S/1752                   | S/PV.501   | 空軍による中国領土への爆撃に対する訴え（朝鮮戦争中の1950年8月27日、アメリカ合衆国が中国の滑走路を誤って爆撃した事件） | ソビエト連邦                     |
| 1950年9月6日        | S/1653                   | S/PV.496   | 大韓民国への侵略に対する訴え（朝鮮戦争） | ソビエト連邦                     |
| 1949年10月18日      | S/1408/Rev.1             | S/PV.452   | 軍備・武力の規制と削減（国際連合通常兵器委員会） | ソビエト連邦                     |
| 1949年10月18日      | S/1399/Rev.1             | S/PV.452   | 軍備・武力の規制と削減（国際連合通常兵器委員会） | ソビエト連邦                     |
| 1949年10月11日      | S/1398                   | S/PV.450   | 軍備・武力の規制と削減（国際連合通常兵器委員会） | ソビエト連邦                     |
| 1949年9月13日       | S/1337                   | S/PV.443   | セイロン（セイロン自治領）の国連加盟 | ソビエト連邦                     |
| 1949年9月13日       | S/1336                   | S/PV.443   | オーストリア（連合軍軍政期）の国連加盟 | ソビエト連邦                     |
| 1949年9月13日       | S/1335                   | S/PV.443   | アイルランドの国連加盟 | ソビエト連邦                     |
| 1949年9月13日       | S/1334                   | S/PV.443   | フィンランドの国連加盟 | ソビエト連邦                     |
| 1949年9月13日       | S/1333                   | S/PV.443   | イタリアの国連加盟 | ソビエト連邦                     |
| 1949年9月13日       | S/1332                   | S/PV.443   | トランスヨルダン（ヨルダン）の国連加盟 | ソビエト連邦                     |
| 1949年9月13日       | S/1331                   | S/PV.443   | ポルトガルの国連加盟 | ソビエト連邦                     |
| 1949年9月7日        | S/1385                   | S/PV.439   | ネパールの国連加盟 | ソビエト連邦                     |
| 1949年4月8日        | S/1305                   | S/PV.423   | 大韓民国の国連加盟 | ソビエト連邦                     |
| 1948年12月15日      | S/PV.384                 | S/PV.384   | セイロン（セイロン自治領）の国連加盟 | ソビエト連邦                     |
| 1948年10月25日      | S/1048                   | S/PV.372   | フランス、イギリス、アメリカ合衆国から事務総長への1948年9月29日付の同一の通知（ベルリン封鎖） | ソビエト連邦                     |
| 1948年8月18日       | S/PV.351                 | S/PV.351   | セイロン（セイロン自治領）の国連加盟 | ソビエト連邦                     |
| 1948年6月22日       | S/836                    | S/PV.325   | 国際連合原子力委員会から安保理議長への1948年5月26日付の書簡で、委員会の第3回報告書を送付 | ソビエト連邦                     |
| 1948年5月24日       | S/PV.3038                | S/PV.303   | チェコスロバキアでの事件（ソ連が支援した1948年のチェコスロバキア政変）についてのチリから事務総長への1948年3月12日付の書簡 | ソビエト連邦                     |
| 1948年5月24日       | S/PV.303                 | S/PV.303   | チェコスロバキアでの事件（ソ連が支援した1948年のチェコスロバキア政変）についてのチリから事務総長への1948年3月12日付の書簡 | ソビエト連邦                     |
| 1948年4月10日       | S/PV.279                 | S/PV.279   | イタリアの国連加盟 | ソビエト連邦                     |
| 1947年10月1日       | S/PV.206                 | S/PV.206   | イタリアの国連加盟 | ソビエト連邦                     |
| 1947年10月1日       | S/PV.206                 | S/PV.206   | フィンランドの国連加盟 | ソビエト連邦                     |
| 1947年9月15日       | S/552                    | S/PV.202   | 北部の状況に関するギリシャ問題、ギリシャ予備問題（ギリシャ内戦） | ソビエト連邦                     |
| 1947年9月15日       | S/552                    | S/PV.202   | 北部ギリシャの情勢に関するギリシャ問題（ギリシャ内戦） | ソビエト連邦                     |
| 1947年8月21日       | S/PV.190                 | S/PV.190   | オーストリア（連合軍軍政期）の国連加盟 | ソビエト連邦                     |
| 1947年8月21日       | S/PV.190                 | S/PV.190   | イタリアの国連加盟 | ソビエト連邦                     |
| 1947年8月19日       | S/486                    | S/PV.188   | ギリシャ問題、ギリシャの国境での事件（隣国のユーゴスラビア、アルバニア、ブルガリアに関連するギリシャ内戦） | ソビエト連邦                     |
| 1947年8月19日       | S/471                    | S/PV.188   | ギリシャ問題、ギリシャの国境での事件（隣国のユーゴスラビア、アルバニア、ブルガリアに関連するギリシャ内戦） | ソビエト連邦                     |
| 1947年8月18日       | S/PV.186                 | S/PV.186   | ポルトガルの国連加盟 | ソビエト連邦                     |
| 1947年8月18日       | S/PV.186                 | S/PV.186   | アイルランドの国連加盟 | ソビエト連邦                     |
| 1947年8月18日       | S/PV.186                 | S/PV.186   | トランスヨルダン（ヨルダン）の国連加盟 | ソビエト連邦                     |
| 1947年7月29日       | S/PV.170                 | S/PV.170   | ギリシャ問題、ギリシャの国境での事件（隣国のユーゴスラビア、アルバニア、ブルガリアに関連するギリシャ内戦） | ソビエト連邦                     |
| 1947年3月25日       | S/PV.122                 | S/PV.122   | コルフ海峡事件 | ソビエト連邦                     |
| 1946年9月20日       | S/PV.70                  | S/PV.70    | ウクライナ・ソビエト社会主義共和国から事務総長宛の1946年8月24日付の電報。この電報では、アルバニア国境でギリシャ軍が引き起こした国境事件と、イギリス軍の駐留による状況の悪化という2つの問題を取り上げている。（ギリシャ内戦） | ソビエト連邦                     |
| 1946年8月29日       | S/PV.57                  | S/PV.57    | ポルトガルの国連加盟 | ソビエト連邦                     |
| 1946年8月29日       | S/PV.57                  | S/PV.57    | アイルランドの国連加盟 | ソビエト連邦                     |
| 1946年8月29日       | S/PV.57                  | S/PV.57    | トランスヨルダン（ヨルダン）の国連加盟 | ソビエト連邦                     |
| 1946年6月26日       | S/PV.49                  | S/PV.49    | スペイン問題（具体的には、フランコ体制下のスペインに対してどのような行動をとるべきかという問題） | ソビエト連邦                     |
| 1946年6月26日       | S/PV.49                  | S/PV.49    | スペイン問題（具体的には、フランコ体制下のスペインに対してどのような行動をとるべきかという問題） | ソビエト連邦                     |
| 1946年6月26日       | S/PV.49                  | S/PV.49    | スペイン問題（具体的には、フランコ体制下のスペインに対してどのような行動をとるべきかという問題） | ソビエト連邦                     |
| 1946年6月18日       | S/PV.45                  | S/PV.47    | スペイン問題（具体的には、フランコ体制下のスペインに対してどのような行動をとるべきかという問題） | ソビエト連邦                     |
| 1946年2月16日       | S/PV.23                  | S/PV.23    | レバノンとシリアの代表団長から事務総長への1946年2月4日付の書簡。書簡の内容は、フランスとイギリスの軍隊がそれぞれの領土から撤退することに関するもの。                                                                         | ソビエト連邦                     |